# Stanley River (Pieman River)
Der Stanley River ist ein Fluss im Nordwesten des australischen Bundesstaates Tasmanien.

## Geografie

### Flusslauf
Der rund 19 Kilometer lange Stanley River entspringt an den Nordosthängen des Mount Livingstone und fließt nach Süden. Er mündet etwa 22 Kilometer westlich von Rosebery in den Lake Pieman und damit in den Pieman River.

### Durchflossene Stauseen
Er durchfließt folgende Seen/Stauseen/Wasserlöcher:
- Lake Pieman – 102 m